# Lingua albanese ghega
La lingua albanese ghega (nome nativo: gegnishtja; in albanese standard: gegërishtja o dialekti gegë) è una varietà di lingua albanese parlata in Albania e nei paesi della ex-Jugoslavia.

## Storia
Il primo esempio di ghego è riscontrato nel Kanun di Lekë Dukagjini. Secondo molti studiosi il ghego deriva da idiomi illirici della Dalmazia, portati dalle popolazioni dalmate emigrate in Albania settentrionale (probabilmente durante l'invasione slava nei Balcani). Secondo alcune teorie deriva da un ceppo tracico-illirico proveniente da un'area interna dei Balcani compresa fra le città di Niš e Skopje conosciuta in passato con il nome di Dardania.
Prima della seconda guerra mondiale, non vi era stato alcun tentativo ufficiale di imporre una lingua letteraria albanese unificata; venivano usati sia il ghego sia il  tosco letterari. Il regime comunista in Albania impose a livello nazionale uno standard basato sulla variante di tosco parlata dentro e intorno alla città di Korçë .
Con il disgelo delle relazioni tra Albania e Jugoslavia a partire dalla fine degli anni '60, gli albanesi del Kosovo (il più numeroso gruppo etnico della regione) adottarono lo stesso standard, in un processo iniziato nel 1968 e culminato con la comparsa del primo manuale albanese unificato e dizionario ortografico nel 1972. Anche se fino a quel momento gli albanesi del Kosovo avevano usato il ghego e nonostante quasi tutti gli scrittori albanesi in Jugoslavia fossero di lingua ghega, scelsero di scrivere in tosco per motivi politici.
Il cambiamento della lingua letteraria ha avuto conseguenze politiche e culturali significative perché la lingua albanese è il criterio principale dell'identità albanese. La standardizzazione è stata criticata, in particolare dallo scrittore Arshi Pipa, il quale sosteneva che la scelta aveva privato l'albanese della sua ricchezza a spese dei gheghi. Si riferiva all'albanese letterario come a una "mostruosità" prodotta dalla leadership comunista tosca, che aveva conquistato l'Albania settentrionale anticomunista e aveva imposto il proprio dialetto sui gheghi.

## Distribuzione geografica
Secondo l'edizione 2009 di Ethnologue, la lingua albanese ghega è parlata principalmente nel nord dell'Albania, dove si contano 1,8 milioni di locutori, e nel Kosovo, da 1,6 milioni di persone. Altre comunità linguistiche significative si trovano in due paesi della ex-Jugoslavia: 600.000 locutori nella Macedonia del Nord e 80.000 in Montenegro.

## Classificazione
Secondo lo standard ISO 639 la lingua albanese ghega è uno dei membri della macrolingua albanese.

## Sistema di scrittura
La scrittura impiega l'alfabeto latino, adottato almeno fin dal XV secolo. In antico erano usati anche il cirillico e la versione turco-ottomana dell'alfabeto arabo, data la mancanza di una norma stabilita fino al congresso di Bitola del 1908.